# Frasnien
Stratigraphie
Givétien Famennien
Dévonien moyen
Le Frasnien est le premier étage géologique du Dévonien supérieur dans l'ère Paléozoïque. Cet étage est dénommé d'après Frasnes-lez-Couvin, village de Belgique. Il s'étend de 382,7 ± 1,6 à 372,2 ± 1,6 millions d'années (Ma) et précède le Famennien.
Il a été introduit dans la littérature scientifique en 1879 par Jules Gosselet, géologue français.

## Stratigraphie
Le point stratotypique mondial (PSM), définissant la limite entre le Frasnien et l'étage inférieur, le Givétien, et également limite des séries Dévonien moyen-Dévonien supérieur, se situe au col du Puech de la Suque, sur la commune de Saint-Nazaire-de-Ladarez, dans la montagne Noire en France (43° 30′ 12″ N, 3° 05′ 12″ E). Le PSM coïncide avec l'apparition de l'espèce de conodonte Ancyrodella rotundiloba.

## Géochronologie
| Système     | Série         | Étage       | Age (Ma)    |
| ----------- | ------------- | ----------- | ----------- |
| Carbonifère | Mississippien | Tournaisien | plus récent |
| Dévonien    | Supérieur     | Famennien   | 372,2–358,9 |
| Dévonien    | Supérieur     | Frasnien    | 382,7–372,2 |
| Dévonien    | Moyen         | Givétien    | 387,7–382,7 |
| Dévonien    | Moyen         | Eifélien    | 393,3–387,7 |
| Dévonien    | Inférieur     | Emsien      | 407,6–393,3 |
| Dévonien    | Inférieur     | Praguien    | 410,8–407,6 |
| Dévonien    | Inférieur     | Lochkovien  | 419,2–410,8 |
| Silurien    | Pridolien     |             | plus ancien |

Les dates de début et de fin du Frasnien ont été estimées respectivement à 382,7 ± 1,6 Ma et 372,2 ± 1,6 Ma, soit une durée de cette subdivision de 10,5 Ma,.

## Catastrophe du Frasnien
Cette subdivision a connu une catastrophe géo-environnementale qui avec une forte montée des océans et une chute du taux de dioxygène des eaux (anoxie probablement liée à un réchauffement climatique et à des apports importants de matière organique dans les océans)  a causé une crise d'extinction de la biodiversité marine.

## Paléontologie
Coraux

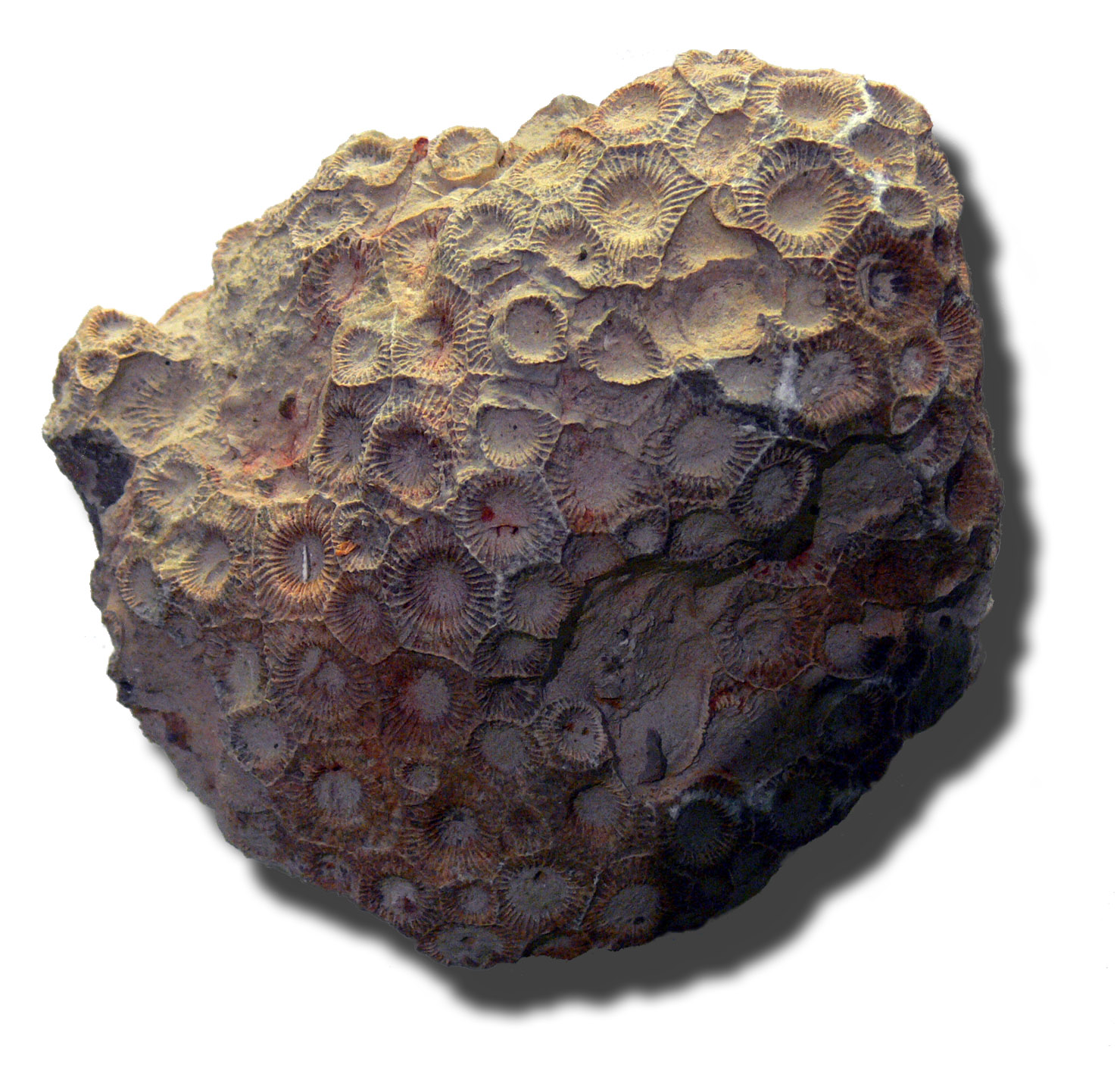
Ce fossile d’Hexagonaria mirabilis trouvé à Ferques (Nord-Pas-de-Calais) provient de l'étage frasnien (Collection C. Loones, Musée d'Histoire naturelle de Lille).

On trouve des coraux tels que Hexagonaria mirabilis, Thamnopora boloniensis ou Phacellophyllum caespitosum.
Brachiopodes
On trouve des brachiopodes tels que Atrypa reticularis (jusqu'au sommet du Frasnien inférieur pour cette espèce).
Arthropodes
Au Frasnien, on trouve des trilobites de l'ordre des Lichida
Chordés
À cet étage, on trouve les espèces de conodontes Ancyrodella rotundiloba et Manticolepis subrecta.

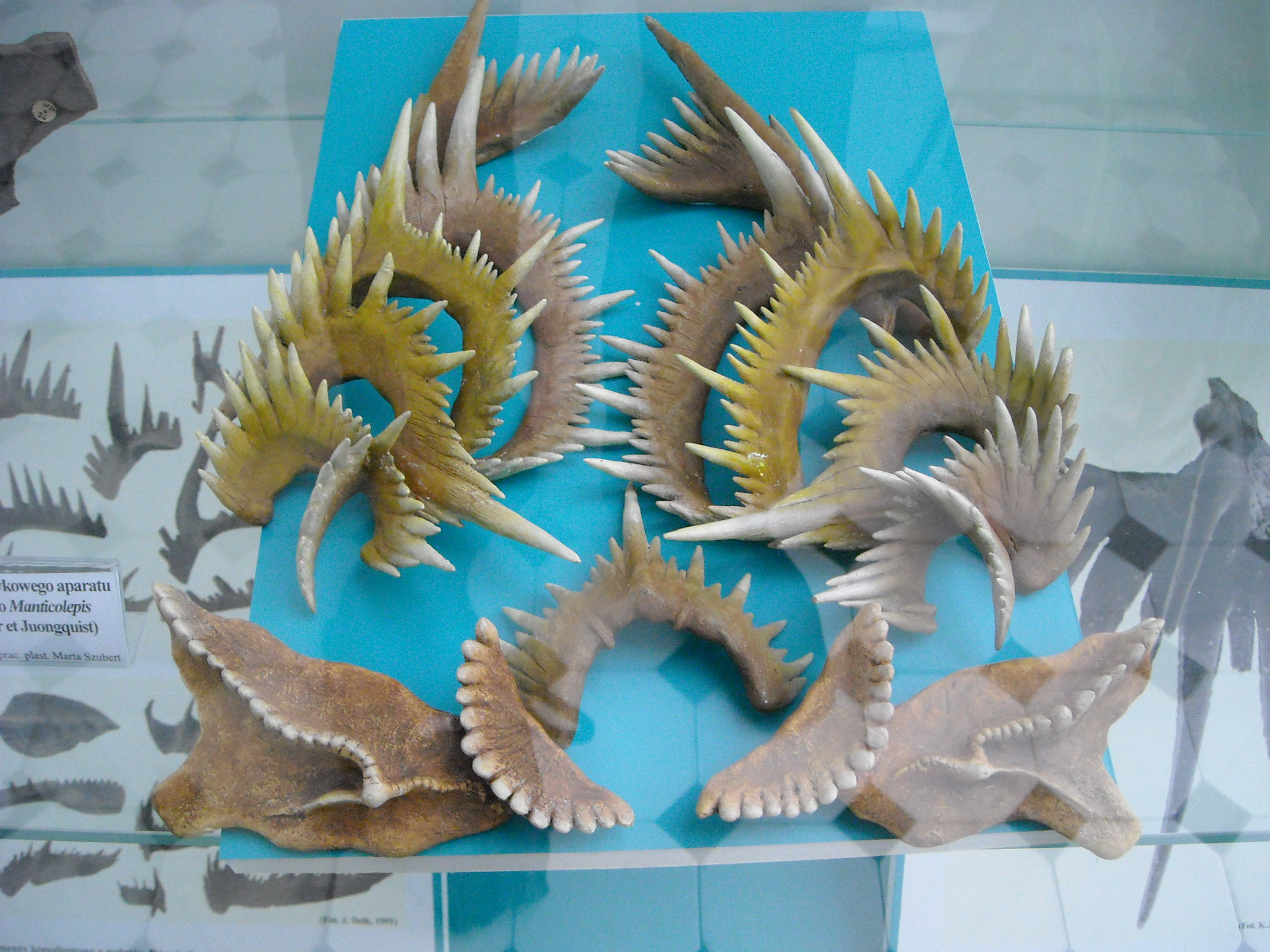
Maquette des éléments de Manticolepis subrecta, un conodonte du Frasnien supérieur trouvé en Pologne - photographie prise au Musée de Géologie de l'Institut Polonais de Géologie de Varsovie.